# Clara Petrella
Clara Petrella (ur. 28 marca 1914 w Mediolanie, zm. 19 listopada 1987 tamże) – włoska śpiewaczka operowa, sopran, śpiewająca głównie repertuar werystyczny i współczesny.

## Życiorys
Clara Petrella urodziła się w 1914 w Mediolanie. Pochodziła z rodziny o wielkich tradycjach muzycznych (jej przodkiem był włoski kompozytor operowy, Enrico Petrella, a jej ciotka, Olivia Petrella, była znaną śpiewaczką operową).
Studiowała śpiew razem ze swoją siostrą, Micaelą u Ersilde Cervi-Caroli i Gianniny Russ. Zadebiutowała jako Mimi w Cyganerii Giacoma Pucciniego w Teatro Puccini di Milano.
Z uwagi na swój temperament dramatyczny, połączony z pięknym głosem spinto, porównywana była do słynnej dramatycznej aktorki włoskiej, Eleonory Duse i nazywana „Duse śpiewu”.
Związana z La Scalą od 1947 roku (debiut rolą Giorgetty w Płaszczu Pucciniego) do 1962, kreowała wiele ról werystycznych i współczesnych. Śpiewała bardzo dużo prapremier, m.in. była pierwszą odtwórczynią Serafiny w Cagliostrze i Mili w Figlia di Jorio Ildebrando Pizzettiego, Emmą w Madame Bovary Guido Pannaina, Anna w Il vortice i Beatrice w Widoku z mostu Renzo Rosselliniego, Maliella w Klejnotach Madonny Ermanna Wolf-Ferrariego.
Była pierwszą włoską Magdą w Konsulu Giancarlo Menottiego, kreowała ponadto Neddę w Pajacach, tytułową Manon Lescaut w dziele Pucciniego, Adrianę Lecouvreur Francesco Cilei, Iris Pietra Mascagniego, Desdemonę w Otellu Giuseppe Verdiego, Charlottę w Werterze Jules’a Masseneta.
Śpiewała także Roksanę w Królu Rogerze Karola Szymanowskiego.
W latach 50. dokonała kilku nagrań dla włoskiej firmy Cetra (Madama Butterfly, Manon Lescaut, L’amore dei tre re, Płaszcz, Zaza), a także dla Decci Pajace. Wystąpiła także w telewizyjnych produkcjach telewizji RAI (Manon Lescaut i Płaszcz, 1956).

## Dyskografia

### Nagrania studyjne
- G. Puccini, Il tabarro, Clara Petrella (Giorgetta), Antenore Reali, Glauco Scarlini, Ebe Tocozzi, cond. Giuseppe Baroni / Cetra 1949, B000XHE88A;
- I. Montemezzi, L’amore dei tre re, Clara Petrella (Fiora), Sesto Bruscantini (Archibaldo) Amedeo Berdini (Avito), Renato Capecchi (Manfredo)/ Orchestra Lirica e Coro di Milano della RAI, dyr. Arturo Basile (conductor), Milan, 3 September 1950, Warner Fonit (2 CDs) 8573 87478;
- R. Leoncavallo, I pagliacci, Clara Petrella (Nedda), Mario Del Monaco, Afro Poli, Aldo Protti, Piero De Palma, dyr. Alberto Erede, Decca 1953;
- G. Puccini, Manon Lescaut, Clara Petrella (Manon), Vasco Campagnano, Saturno Meletti, dyr. Federico Del Cupolo, Cetra 1953
- G. Puccini, Madama Butterfly, Clara Petrella (Cio-cio-san), Ferruccio Tagliavini, Giuseppe Taddei, Mafalda Masini, dyr. Angelo Questa, Cetra 1953
- R. Leoncavallo, Zaza, Clara Petrella (Zaza), Giuseppe Campora, Tito Turtura, Adriana Buda; dyr. Alfredo Silipigni, Orkiestra RAI – Torino, Cetra 1969

### Nagrania żywe
- F. Cilea, Adriana Lecouvreur, Clara Petrella (Adriana), Mario Del Monaco, Oralia Dominguez, Giuseppe Taddei, dyr. Oliviero De Fabritiis, Mexico City, 27 VI 1951;
- G. Puccini, Manon Lescaut, Clara Petrella (Manon), Mario Del Monaco, Carlo Morelli, dyr. Giuseppe Antonicelli, Mexico City, 1951;
- G. Verdi, Otello, Del Monaco, Clara Petrella (Desdemona), Giuseppe Taddei, cond. Olivero di Fabritiis, Mexico City, 20 VI 1951;
- I. Pizzetti, Debora e Jaele, Clara Petrella (Jaele), Cloe Elmo Maria Amadini, Gino Penno, Saturno Meletti, dyr. Gianandrea Gavazzeni – RAi-Milano 1952;
- I. Pizzetti, Cagliostro, Clara Petrella (Serafina), Truccato Pace, D’Arrigo, Rizzoli, Quintermo, Bertocci, Orlandini, Carlin, dyr. G. Gavazzeni, TORINO RAI, 31 VII 1952;
- G. Puccini, Il tabarro, Clara Petrella (Giorgetta), Ettore Bastianini, Mirto Picchi, dir. Gabriele Santini, Florencja 1955;
- P. Mascagni, Iris, Clara Petrella (Iris), Giuseppe Di Stefano, Boris Christoff, dir. Gianandrea Gavazzeni, Rzym 1956;
- R. Leoncavallo, I pagliacci, Clara Petrella (Nedda), Giuseppe Di Stefano, Aldo Protti, Enzo Sordello, dir. Nino Sanzogno – La Scala 1956;
- G. Verdi, Falstaff, Giuseppe Taddei (Falstaff), Renato Capecchi (Ford), Luigi Alva (Fenton), Clara Petrella (Alice Ford), Ebe Stignani (Mrs. Quickly), Anna Moffo (Nannetta), Miriam Pirazzini (Mrs. Page), dyr. Mario Rossi, Neapol, San Carlo, 24-XI 1956
- R. Leoncavallo, I pagliacci, Clara Petrella (Nedda), Giuseppe Di Stefano, Aldo Protti, Enzo Sordello, dir. Nino Sanzogno – La Scala 1957;
- I. Pizzetti, Fra Gherardo, Clara Petrella (Mariola), Picchi, Guelfi, Maionica, Fiorini, Carlin, dyr. Questa, RAI Milano, 1958;
- I. Pizzetti, Debora e Jaele, Clara Petrella (Jaele), edora Barbieri, Adriana Lazzarini, Bruno Prevedi, Lino Puglisi, Wladimiro Ganzarolli, Nicola Zaccaria, dir. Antonino Votto, La Scala 1963;
- I. Pizzetti, Clitennestra, Clara Petrella (Clitannestra), Mario Petri, Luisa Malagrida, Raffaele Ariè, Floriana Cavalli, Ruggero Bondino, dir. Gianandrea Gavazzeni, La Scala 1965;
- R. Leoncavallo, I pagliacci, Clara Petrella (Nedda),Gastone Limarilli, Piero Cappuccilli, Marco Stecchi, dir. Ugo Rapalo – Napoli 1966;